# فالنچیتس-پارتسلا
فالنچیتس-پارتسلا (به لهستانی:  Falęcice-Parcela) یک روستا در لهستان است که در گمینا پرومنا واقع شده‌است.